# Grabmoschee Aslam as-Silahdars
Koordinaten: 30° 3′ 9″ N, 31° 15′ 42″ O

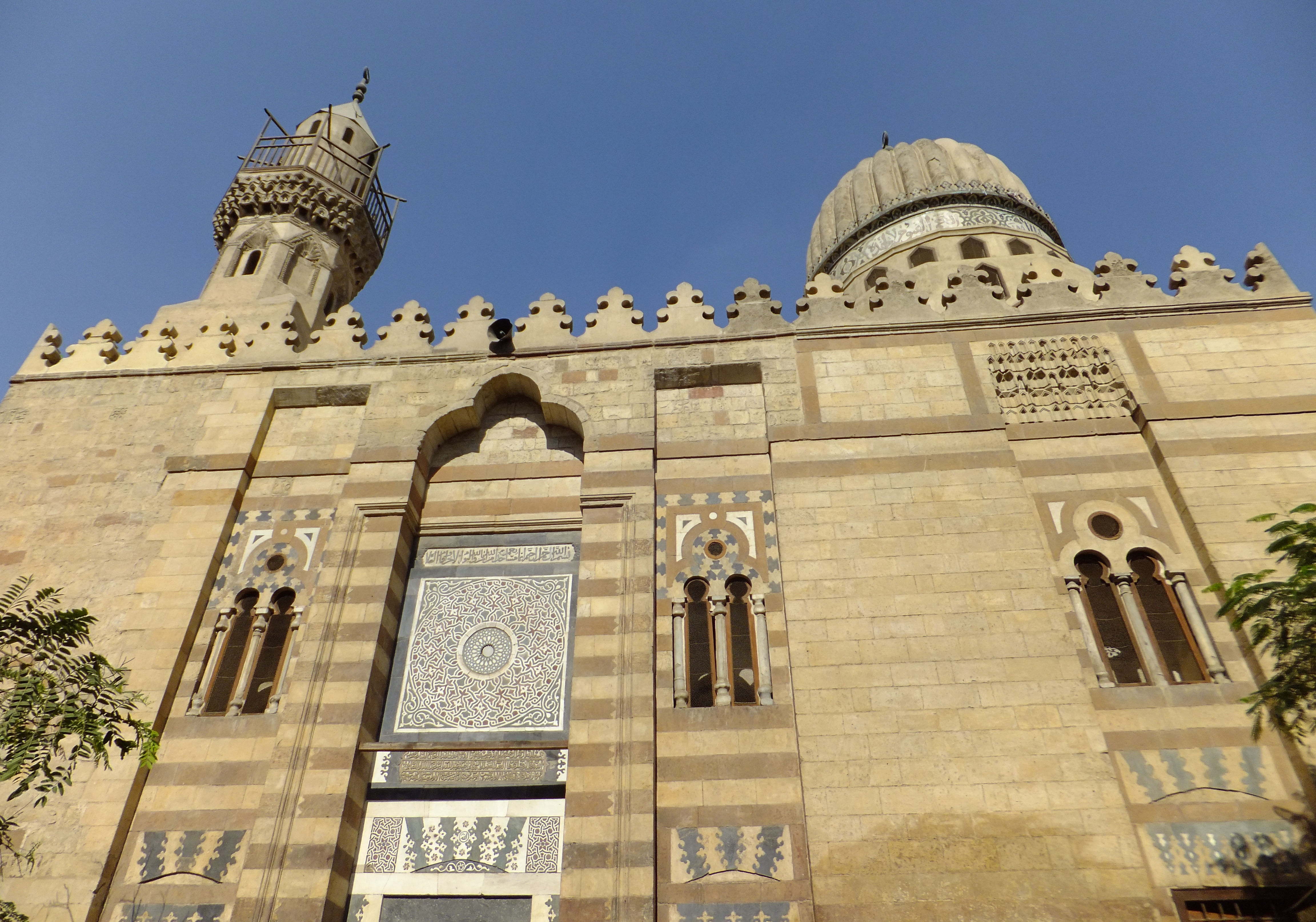
Fassade (2012)

Die Grabmoschee Aslam as-Silahdars ist eine Moschee in Kairo, welche unweit der ayyubidischen Stadtmauer am Bab al-Mahruq (einem Stadttor) steht und im Jahre 1345, zur Zeit der Bahri-Mamluken fertiggestellt wurde. Der Bauherr, Emir Aslam al-Baha'i as-Silahdar (DMG Aṣlam al-Bahāʾī as-Silaḥdār; gest. 1346), diente unter anderem Sultan an-Nasir Muhammad als Schwertträger und Gouverneur von Gaza. 
Die restaurierte Grabmoschee besitzt zwei Fassaden, eine westliche und eine südliche. Letztere ist die Hauptfassade und grenzt an einen kleinen Platz, wo einst auch das Haus des Emirs stand. Beide Fassaden tragen Inschriften, die unter anderem über die Zeit der Errichtung Auskunft geben. Demnach wurde der Bau im September/Oktober 1344 begonnen und im Juli 1345 fertiggestellt. Besonders reich verziert ist neben einer aus rotem, weißem und schwarzem Marmor zusammengesetzten Tafel an der Hauptfassade auch das Portal zum Mausoleum, welches wahrscheinlich noch vor der Moschee errichtet wurde und von einer gerippten Kuppel gekrönt wird.
Das Innere der Moschee ist kreuzförmig angelegt, in der Mitte befindet sich eine Halle mit einer Holzdecke. Die Wände dieser Halle sind reich mit Stuckaturen dekoriert und an allen vier Seiten befinden sich Iwane. Das Mausoleum, Das Minarett der Moschee wurde erst später angefügt. 